# Evelyn M. Anderson

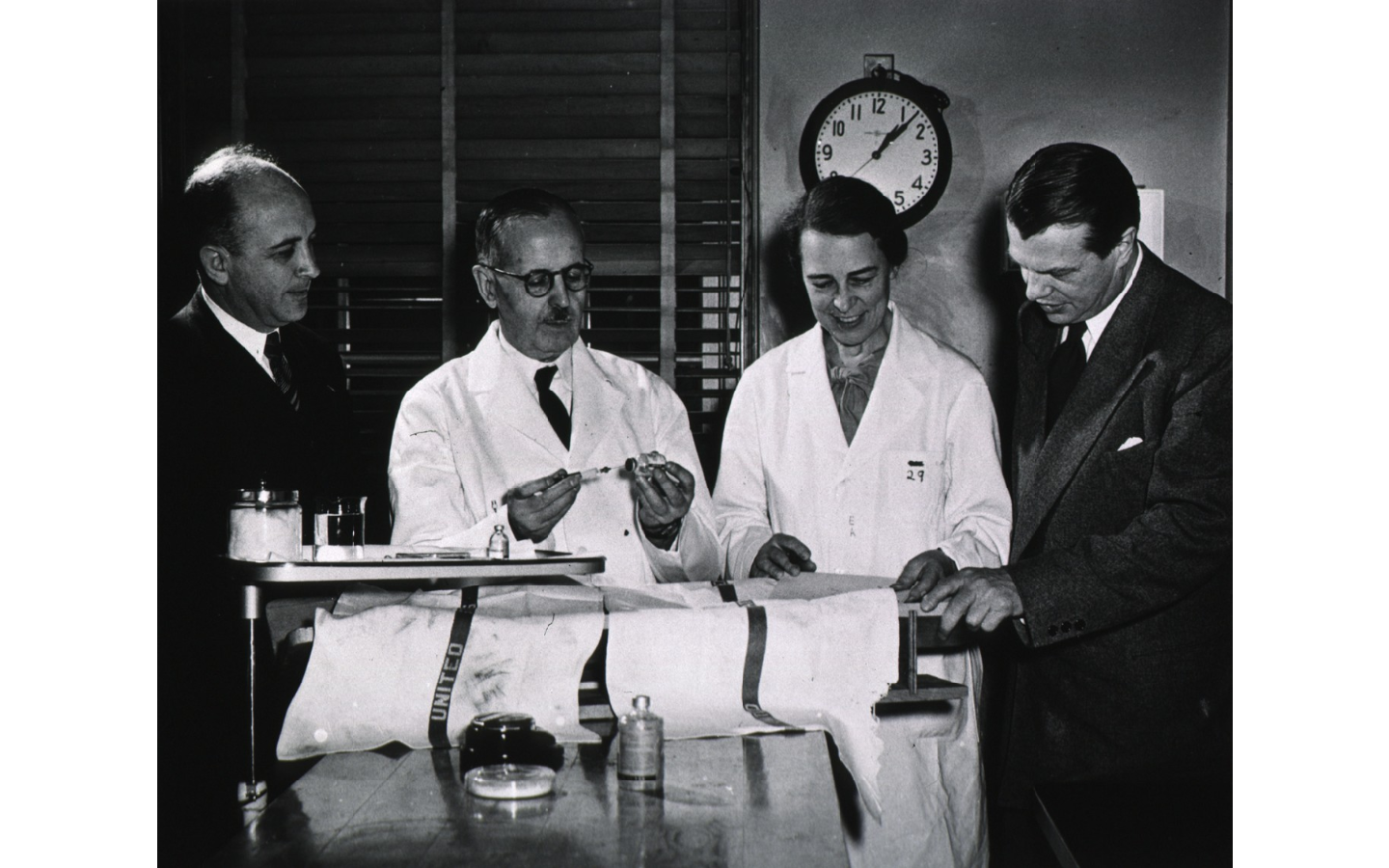
La Dra. Evelyn Anderson con los Dres. William Sebrell, Bernardo Houssay y Floyd Doft.

Evelyn M. Anderson (20 de marzo de 1899 – 8 de junio de 1985) fue una fisióloga y bioquímica estadounidense, conocida por su codescubrimiento de la hormona adrenocorticotropa (adreno-cortical hormona tiroides o ACTH) en 1934.

## Biografía
Evelyn nació en Willmar, Minnesota, de padres inmigrantes suecos.  Asistió al Carleton College en Northfield, Minnesota donde obtuvo su licenciatura.  En 1928, su M.D. por la Universidad de California en Berkeley, Escuela de Medicina.  Durante su tiempo en Berkeley, investigó sobre la vitamina A y nutrición. 
En 1934, obtuvo su Ph.D. en bioquímica por la Universidad de Montreal en 1934.  Mientras trabajaba para su disertación de tesis, Anderson codescubrió la ACTH con James Bertram Collip y David Landsborough Thomson. En un papel publicado en 1933,  explicó su función en el cuerpo. En 1935 publicó otro papel con Collip por el descubrimiento de una hormona anti-tiroides qué mucho contribuyó al conocimiento general de las anti-hormonas.

## Carrera
Regresó a la Universidad de California en Berkeley como instructora, y fue profesora asociada de medicina en 1946, mientras continuaba su investigación sobre las enfermedades relacionadas con hormonas. Lo más notable fue descubrir con Webb E. Haymaker que la enfermedad de Cushing es causada por una hiperfunción del corteza suprarrenal.  Anderson también trabajó con Joseph Abraham Long, profesor de embriología,  para desarrollar un aparato para estudiar secreciones de insulina del páncreas en un modelo de rata.  Ese modelo y la técnica fueron más tarde utilizados en un ensayo de inmunoquímica de insulina humana.
En 1946, Anderson recibió el premio de la John Simon Guggenheim Memorial Foundation, consistente en una beca para trabajar con Phillip Bardo, profesor y director del Departamento de Fisiología de la Universidad Johns Hopkins.

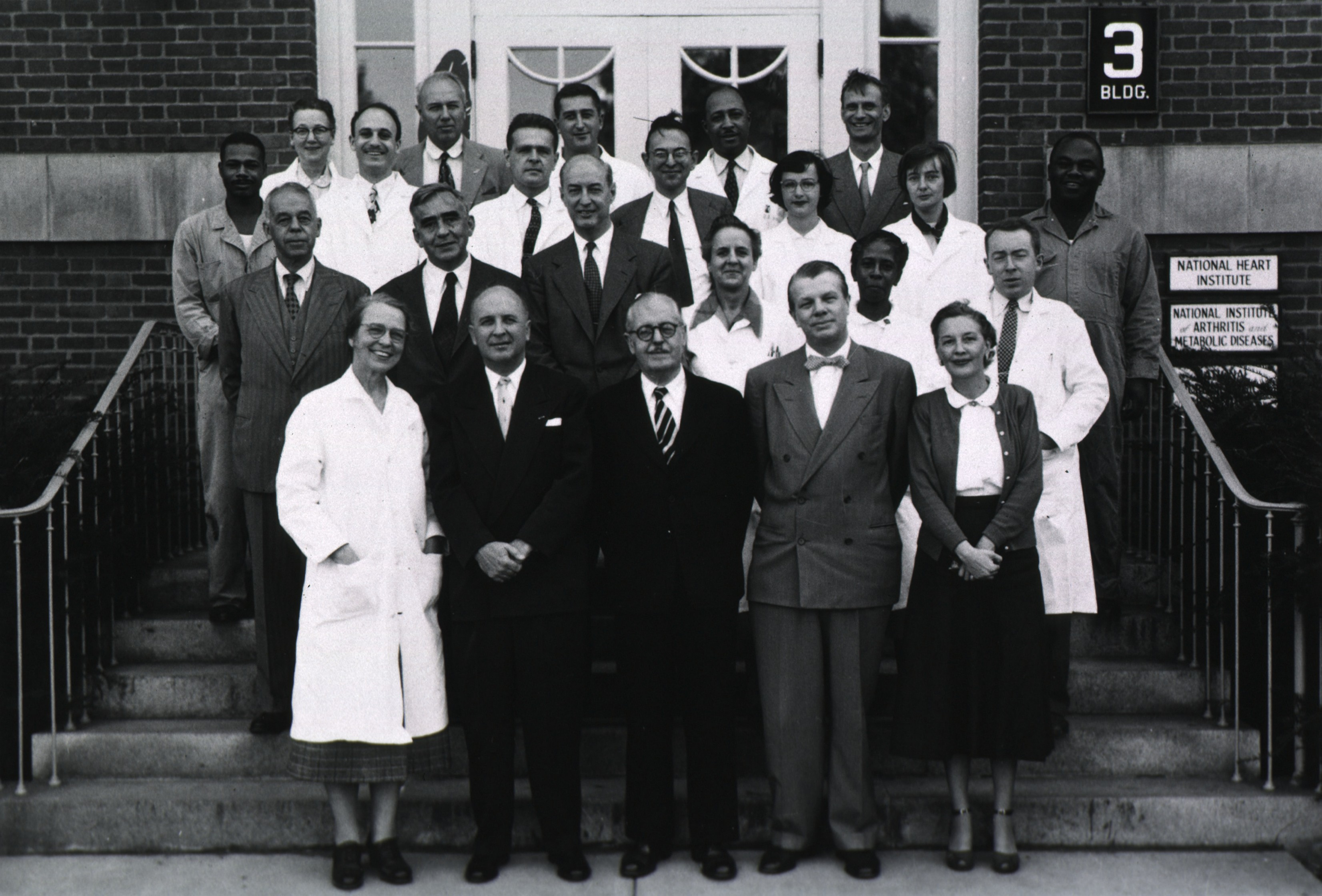
Evelyn Anderson y la sección de Endocrinología en el NIH

Luego se trasladó al Instituto Nacional de Artritis y Enfermedades Metabólicas (NIAMD) en el Instituto Nacional de Salud donde fue jefa de Secreciones en Endocrinología, de 1947 a 1962. Fue vicepresidenta y presidenta del Programa de la Sociedad Endocrina entre 1951 a 1952. Y en 1955, fue profesora visitante de Fisiología en la Universidad Howard, donde se centró en el control hipotalámico del metabolismo. En 1962,  regresó a California donde fue directora de neuroendocrinología en NASA Centro de Investigación Ames (1962-1969).  De esa posición se retiró en 1969.
Durante el curso de su carrera,  publicó más de cien artículos de investigación.

## Vida personal
En 1936, se casó con el neurólogo Webb Edward Haymaker, M.D. (1902- 1984) y tuvieron tres niños y ocho nietos.

## Premios y honores
- Premio John Simon Guggenheim Memorial Foundation (1946)[11]
- Doctorado honorario de Carleton College (1954)
- Doctorado honorario de la Universidad Médica de Mujeres de Pensilvania (1961)
- Premio Mujeres federales (1964)[12]